# Goldener Löwe

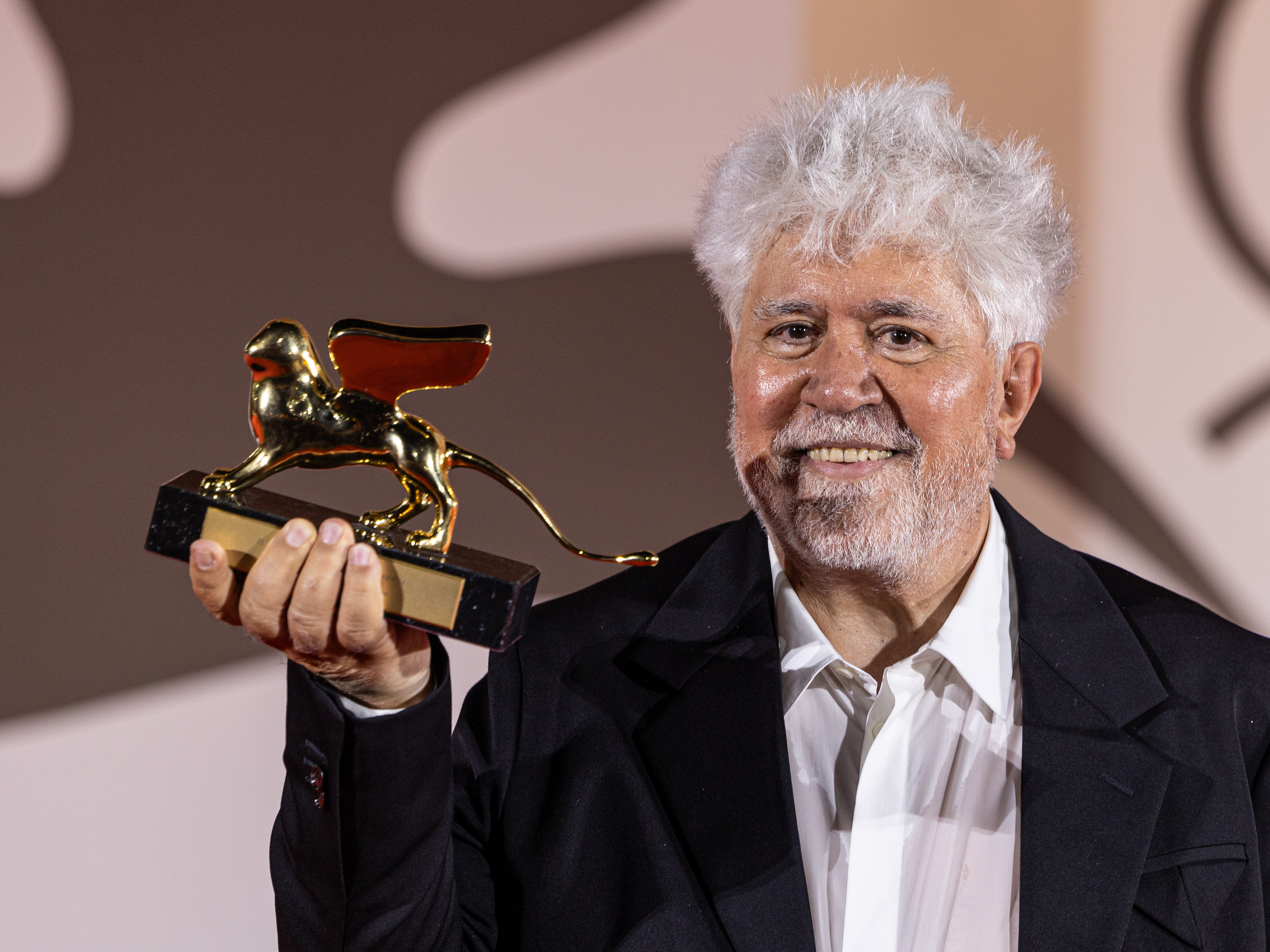
Regisseur Pedro Almodóvar mit der gewonnenen Trophäe 2024 für The Room Next Door

Mit dem Goldenen Löwen (italienisch Leone d’Oro) wird bei den jährlich veranstalteten Filmfestspielen von Venedig der beste Wettbewerbsfilm (Langfilm) prämiert. Er gilt damit als wichtigste Auszeichnung des Festivals, noch vor den Silbernen Löwen (Großer Preis der Jury und Auszeichnung für die beste Regie) und dem Spezialpreis der Jury. Das Motiv wurde, wie es auch bei der Goldenen Palme der Filmfestspiele von Cannes oder dem Goldenen Bären der Berlinale auf die jeweilige Stadt bezogen der Fall ist, aus dem Stadtwappen von Venedig entnommen. Über die Vergabe des Preises stimmt die Wettbewerbsjury ab, die sich häufig aus internationalen Filmschaffenden zusammensetzt.
Seit 1970 wird ein weiterer Goldener Löwe als Ehrenpreis für das Lebenswerk eines Filmschaffenden vergeben (Leone d’Oro alla carriera). Mittlerweile wird der Goldene Löwe im Rahmen der Biennale di Venezia auch in anderen Kunstsparten verliehen.
Die Bezeichnung existiert seit 1949, zuerst als „Löwe von San Marco“ (Leone di San Marco), 1950 bis 1952 als „Goldener Löwe von San Marco“ und seither als „Goldener Löwe“. Zuvor war der Goldene Löwe in den Jahren 1947 und 1948 unter dem Namen „Großer internationaler Preis von Venedig“ (Gran Premio Internazionale di Venezia) bekannt, während in den Anfangsjahren des Filmfestivals als Hauptpreis der „Mussolini-Pokal“ (Coppa Mussolini) vergeben wurde. Die Auszeichnung, aus propagandistischen Gründen nach dem italienischen Diktator Benito Mussolini (1883–1945) benannt, ehrte von 1934 bis 1942 die beste italienische Filmproduktion und den besten ausländischen Spielfilm. Aufgrund des Sieges des Deutschen Alexander Kluge (Die Artisten in der Zirkuskuppel: ratlos) und der aufkeimenden 68er-Bewegung wurde zwischen 1969 und 1979 kein Goldener Löwe verliehen. Die Organisatoren fürchteten nach der Prämierung eines Vertreters des Neuen Deutschen Films das allgemeine politische Klima, in dem ein Preis vergeben wurde, der auf einem Statut aus der faschistischen Ära Italiens basierte.

## Preisträger
Am häufigsten mit dem Goldenen Löwen ausgezeichnet wurden die Werke französischer und italienischer Filmregisseure (11 Siege), gefolgt von ihren Kollegen aus den USA (5), Taiwan (4), Japan und Deutschland (je 3), nachdem unter dem faschistischen Regime Italiens einheimische, US-amerikanische und deutsche Produktionen die Preisvergabe dominiert hatten. Seit 1949 je zweimal triumphieren konnten die Franzosen André Cayatte (1950 und 1960) und Louis Malle (1980 und 1987), der Chinese Zhang Yimou (1992 und 1999) und der Taiwaner Ang Lee (2005 und 2007). Außerdem konnte sich die Wettbewerbsjury in der Vergangenheit mehrfach nicht auf einen Siegerfilm einigen, geschehen zuletzt 1994, als sich der Chinese Tsai Ming-liang (Vive l’Amour – Es lebe die Liebe) den Goldenen Löwen mit dem Mazedonier Milčo Mančevski (Vor dem Regen) teilte. Nach dem aktuellen Reglement (Stand: 2017) darf der Goldene Löwe von der Jury jedoch nur noch an eine Filmproduktion vergeben werden.
Siege weiblicher Filmemacher blieben wie auch bei den Filmfestspielen von Cannes und Berlin Ausnahmen. Nachdem 1938 die Deutsche Leni Riefenstahl mit ihrem zweiteiligen Dokumentarfilm Olympia die Coppa Mussolini gewonnen hatte, folgten ihr 1981 ihre Landsfrau Margarethe von Trotta (Die bleierne Zeit), 1985 die Französin Agnès Varda (Vogelfrei), 2001 die Inderin Mira Nair (Monsoon Wedding), 2010 die US-Amerikanerin Sofia Coppola (Somewhere), 2020 Chloé Zhao (Nomadland), 2021 Audrey Diwan (Das Ereignis) und 2022 Laura Poitras für den Dokumentarfilm All the Beauty and the Bloodshed. 2013 konnte sich mit Gianfranco Rosis Das andere Rom ebenfalls ein Dokumentarfilm durchsetzen.

### Goldener Löwe – Bester Film

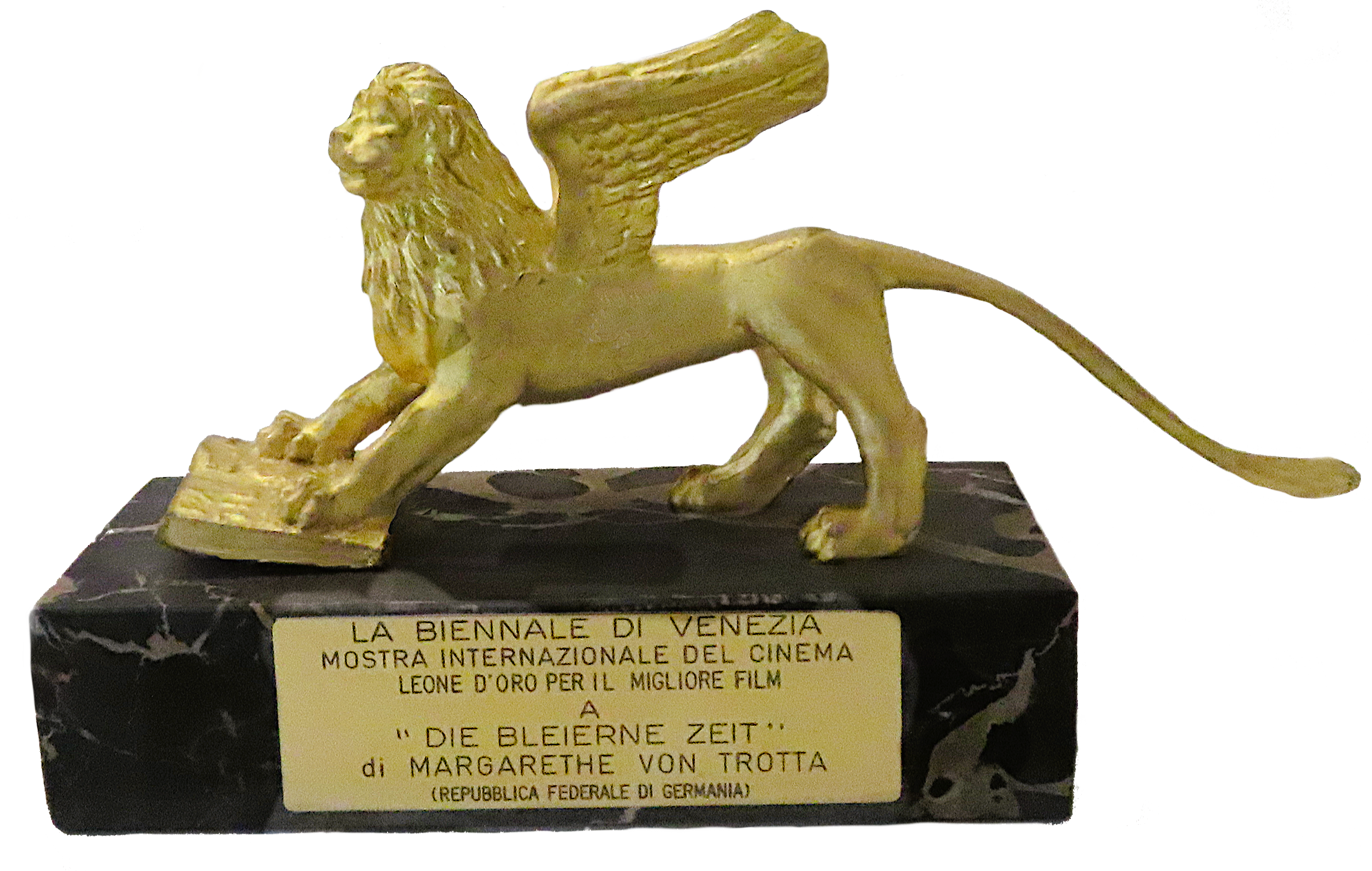
Goldener Löwe (Leone d’Oro) 1981 für Margarethe von Trottas Film Die bleierne Zeit

| Jahr       | Originaltitel                                       | Deutscher Titel                                                | Regie                  |
| ---------- | --------------------------------------------------- | -------------------------------------------------------------- | ---------------------- |
| 1949       | Manon                                               | Manon                                                          | Henri-Georges Clouzot  |
| 1950       | Justice est faite                                   | Schwurgericht                                                  | André Cayatte          |
| 1951       | 羅生門 (Rashōmon)                                   | Rashomon – Das Lustwäldchen                                    | Akira Kurosawa         |
| 1952       | Jeux interdits                                      | Verbotene Spiele                                               | René Clément           |
| 1953       | Preis nicht vergeben                                | Preis nicht vergeben                                           | Preis nicht vergeben   |
| 1954       | Romeo and Juliet                                    | Romeo und Julia                                                | Renato Castellani      |
| 1955       | Ordet                                               | Das Wort                                                       | Carl Theodor Dreyer    |
| 1956       | Preis nicht vergeben                                | Preis nicht vergeben                                           | Preis nicht vergeben   |
| 1957       | অপরাজিত (Aparajito)                                   | Apus Weg ins Leben: Der Unbesiegbare                           | Satyajit Ray           |
| 1958       | 无法松的一生 (Muhomatsu no issho)                   | Der Rikschamann                                                | Hiroshi Inagaki        |
| 1959       | Il generale Della Rovere                            | Der falsche General                                            | Roberto Rossellini     |
| 1959       | La grande guerra                                    | Man nannte es den großen Krieg                                 | Mario Monicelli        |
| 1960       | Le passage du Rhin                                  | Jenseits des Rheins                                            | André Cayatte          |
| 1961       | L’année dernière à Marienbad                        | Letztes Jahr in Marienbad                                      | Alain Resnais          |
| 1962       | Cronaca familiare                                   | Tagebuch eines Sünders                                         | Valerio Zurlini        |
| 1962       | Иваново детство (Iwanowo detstwo)                   | Iwans Kindheit                                                 | Andrei Tarkowski       |
| 1963       | Le mani sulla città                                 | Hände über der Stadt                                           | Francesco Rosi         |
| 1964       | Il deserto rosso                                    | Die rote Wüste                                                 | Michelangelo Antonioni |
| 1965       | Vaghe stelle dell’Orsa                              | Sandra                                                         | Luchino Visconti       |
| 1966       | La battaglia di Algeri                              | Schlacht um Algier                                             | Gillo Pontecorvo       |
| 1967       | Belle de jour                                       | Belle de Jour – Schöne des Tages                               | Luis Buñuel            |
| 1968       | Die Artisten in der Zirkuskuppel: ratlos            | Die Artisten in der Zirkuskuppel: ratlos                       | Alexander Kluge        |
| 1969– 1979 | Preis nicht vergeben                                | Preis nicht vergeben                                           | Preis nicht vergeben   |
| 1980       | Atlantic City                                       | Atlantic City, USA                                             | Louis Malle            |
| 1980       | Gloria                                              | Gloria, die Gangsterbraut                                      | John Cassavetes        |
| 1981       | Die bleierne Zeit                                   | Die bleierne Zeit                                              | Margarethe von Trotta  |
| 1982       | Der Stand der Dinge                                 | Der Stand der Dinge                                            | Wim Wenders            |
| 1983       | Prénom Carmen                                       | Vorname Carmen                                                 | Jean-Luc Godard        |
| 1984       | Rok spokojnego słońca                               | Ein Jahr der ruhenden Sonne                                    | Krzysztof Zanussi      |
| 1985       | Sans toit ni loi                                    | Vogelfrei                                                      | Agnès Varda            |
| 1986       | Le rayon vert                                       | Das grüne Leuchten                                             | Éric Rohmer            |
| 1987       | Au revoir, les enfants                              | Auf Wiedersehen, Kinder                                        | Louis Malle            |
| 1988       | La leggenda del santo bevitore                      | Die Legende vom heiligen Trinker                               | Ermanno Olmi           |
| 1989       | 悲情城市 (Beiqing chengshi)                         | Eine Stadt der Traurigkeit                                     | Hou Hsiao-Hsien        |
| 1990       | Rosencrantz & Guildenstern Are Dead                 | Rosenkranz & Güldenstern                                       | Tom Stoppard           |
| 1991       | Урга – территория любви (Urga – Territorija ljubwi) | Urga                                                           | Nikita Michalkow       |
| 1992       | 秋菊打官司 (Qiu Ju da guan si)                      | Die Geschichte der Qiu Ju                                      | Zhang Yimou            |
| 1993       | Short Cuts                                          | Short Cuts                                                     | Robert Altman          |
| 1993       | Trois couleurs: Bleu                                | Drei Farben: Blau                                              | Krzysztof Kieślowski   |
| 1994       | 愛情萬歲 (Àiqíng wàn suì)                           | Vive l’Amour – Es lebe die Liebe                               | Tsai Ming-liang        |
| 1994       | Pred doždot                                         | Vor dem Regen                                                  | Milčo Mančevski        |
| 1995       | Xích lô                                             | Cyclo                                                          | Trần Anh Hùng          |
| 1996       | Michael Collins                                     | Michael Collins                                                | Neil Jordan            |
| 1997       | はなび (Hana-bi)                                    | Hana-Bi                                                        | Takeshi Kitano         |
| 1998       | Così ridevano                                       | So haben wir gelacht                                           | Gianni Amelio          |
| 1999       | 一个都不能少 (Yige dou bu neng shao)                | Keiner weniger – Not One Less                                  | Zhang Yimou            |
| 2000       | دایره (Dayereh)                                     | Der Kreis                                                      | Jafar Panahi           |
| 2001       | Monsoon Wedding                                     | Monsoon Wedding                                                | Mira Nair              |
| 2002       | The Magdalene Sisters                               | Die unbarmherzigen Schwestern                                  | Peter Mullan           |
| 2003       | Возвращение (Woswraschtschenije)                    | The Return – Die Rückkehr                                      | Andrei Swjaginzew      |
| 2004       | Vera Drake                                          | Vera Drake                                                     | Mike Leigh             |
| 2005       | Brokeback Mountain                                  | Brokeback Mountain                                             | Ang Lee                |
| 2006       | 三峡好人 (Sanxia haoren)                            | Still Life                                                     | Jia Zhangke            |
| 2007       | 色, 戒 (Sè, Jiè)                                    | Gefahr und Begierde                                            | Ang Lee                |
| 2008       | The Wrestler                                        | The Wrestler – Ruhm, Liebe, Schmerz                            | Darren Aronofsky       |
| 2009       | לבנון (Lebanon)                                     | Lebanon                                                        | Samuel Maoz            |
| 2010       | Somewhere                                           | Somewhere                                                      | Sofia Coppola          |
| 2011       | Фауст (Faust)                                       | Faust                                                          | Alexander Sokurow      |
| 2012       | 피에타 (Pieta)                                      | Pieta                                                          | Kim Ki-duk             |
| 2013       | Sacro GRA                                           | Das andere Rom                                                 | Gianfranco Rosi        |
| 2014       | En duva satt på en gren och funderade på tillvaron  | Eine Taube sitzt auf einem Zweig und denkt über das Leben nach | Roy Andersson          |
| 2015       | Desde allá                                          | Caracas, eine Liebe                                            | Lorenzo Vigas          |
| 2016       | Ang Babaeng Humayo                                  | The Woman Who Left                                             | Lav Diaz               |
| 2017       | The Shape of Water                                  | Shape of Water – Das Flüstern des Wassers                      | Guillermo del Toro     |
| 2018       | Roma                                                | Roma                                                           | Alfonso Cuarón         |
| 2019       | Joker                                               | Joker                                                          | Todd Phillips          |
| 2020       | Nomadland                                           | Nomadland                                                      | Chloé Zhao             |
| 2021       | L’événement                                         | Das Ereignis                                                   | Audrey Diwan           |
| 2022       | All the Beauty and the Bloodshed                    | All the Beauty and the Bloodshed                               | Laura Poitras          |
| 2023       | Poor Things                                         | Poor Things                                                    | Giorgos Lanthimos      |
| 2024       | The Room Next Door                                  | The Room Next Door                                             | Pedro Almodóvar        |

1. ↑  1956 wurde kein Goldener Löwe vergeben, nachdem sich die Jury nicht zwischen den Wettbewerbsbeiträgen Freunde bis zum letzten (Originaltitel: ビルマの竪琴, Biruma no tategoto) des Japaners Kon Ichikawa und Hauptstraße (Calle mayor) des Spaniers Juan Antonio Bardem entscheiden konnte.
2. ↑  Aufgrund des Sieges des Deutschen Alexander Kluge (Die Artisten in der Zirkuskuppel: ratlos) und der aufkeimenden 68er-Bewegung wurde bis 1979 kein Goldener Löwe mehr vergeben. Die Organisatoren fürchteten nach der Prämierung eines Vertreters des Neuen Deutschen Films das allgemeine politische Klima, in dem ein Preis vergeben wurde, der auf einem Statut aus der faschistischen Ära Italiens basierte.

### Coppa Mussolini (1934–1942)
| Jahr | Originaltitel              | Deutscher Titel            | Regie                 |
| ---- | -------------------------- | -------------------------- | --------------------- |
| 1934 | Teresa Confalonieri        | k. A.                      | Guido Brignone        |
| 1934 | Man of Aran                | Die Männer von Aran        | Robert J. Flaherty    |
| 1935 | Casta diva                 | k. A.                      | Carmine Gallone       |
| 1935 | Anna Karenina              | Anna Karenina              | Clarence Brown        |
| 1936 | Squadrone bianco           | Die weiße Schwadron        | Augusto Genina        |
| 1936 | Der Kaiser von Kalifornien | Der Kaiser von Kalifornien | Luis Trenker          |
| 1937 | Scipione l’Africano        | Karthagos Fall             | Carmine Gallone       |
| 1937 | Un carnet de bal           | Spiel der Erinnerung       | Julien Duvivier       |
| 1938 | Luciano Serra pilota       | Zwischen Leben und Tod     | Goffredo Alessandrini |
| 1938 | Olympia                    | Olympia                    | Leni Riefenstahl      |
| 1939 | Abuna Messias              | k. A.                      | Goffredo Alessandrini |
| 1940 | L’assedio dell’Alcazar     | Alkazar                    | Augusto Genina        |
| 1940 | Der Postmeister            | Der Postmeister            | Gustav Ucicky         |
| 1941 | La corona di ferro         | k. A.                      | Alessandro Blasetti   |
| 1941 | Ohm Krüger                 | Ohm Krüger                 | Hans Steinhoff        |
| 1942 | Bengasi                    | k. A.                      | Augusto Genina        |
| 1942 | Der große König            | Der große König            | Veit Harlan           |

### Gran Premio Internazionale di Venezia (1947–1948)
| Jahr | Originaltitel | Deutscher Titel | Regie            |
| ---- | ------------- | --------------- | ---------------- |
| 1947 | Siréna        | Die Sirene      | Karel Steklý     |
| 1948 | Hamlet        | Hamlet          | Laurence Olivier |

### Goldener Löwe – Ehrenpreis für ein Lebenswerk

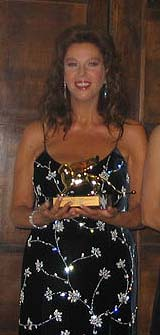
Stefania Sandrelli mit dem Goldenen Löwen für ihr Lebenswerk (2005)

| Jahr       | Preisträger            | Tätigkeit                                                                   | Land                 |
| ---------- | ---------------------- | --------------------------------------------------------------------------- | -------------------- |
| 1970       | Orson Welles           | Schauspieler, Drehbuchautor, Regisseur und Filmproduzent                    | USA                  |
| 1971       | Ingmar Bergman         | Regisseur und Drehbuchautor                                                 | Schweden             |
| 1971       | Marcel Carné           | Regisseur und Drehbuchautor                                                 | Frankreich           |
| 1971       | John Ford              | Regisseur, Filmproduzent und Drehbuchautor                                  | USA                  |
| 1972       | Charles Chaplin        | Schauspieler, Filmregisseur, Drehbuchautor und Filmproduzent                | Großbritannien       |
| 1972       | Anatoli Golownja       | Kameramann                                                                  | Sowjetunion          |
| 1972       | Billy Wilder           | Regisseur, Drehbuchautor und Filmproduzent                                  | USA                  |
| 1973– 1981 | Preis nicht vergeben   | Preis nicht vergeben                                                        | Preis nicht vergeben |
| 1982       | Alessandro Blasetti    | Regisseur und Drehbuchautor                                                 | Italien              |
| 1982       | Luis Buñuel            | Regisseur und Drehbuchautor                                                 | Spanien              |
| 1982       | Frank Capra            | Regisseur und Drehbuchautor                                                 | USA                  |
| 1982       | George Cukor           | Regisseur                                                                   | USA                  |
| 1982       | Jean-Luc Godard        | Regisseur und Drehbuchautor                                                 | Frankreich           |
| 1982       | Sergei Jutkewitsch     | Regisseur und Drehbuchautor                                                 | Sowjetunion          |
| 1982       | Alexander Kluge        | Regisseur und Drehbuchautor                                                 | BRD                  |
| 1982       | Akira Kurosawa         | Regisseur und Drehbuchautor                                                 | Japan                |
| 1982       | Michael Powell         | Regisseur, Drehbuchautor und Filmproduzent                                  | Großbritannien       |
| 1982       | Satyajit Ray           | Regisseur und Drehbuchautor                                                 | Indien               |
| 1982       | King Vidor             | Regisseur, Drehbuchautor und Filmproduzent                                  | USA                  |
| 1982       | Cesare Zavattini       | Drehbuchautor                                                               | Italien              |
| 1983       | Michelangelo Antonioni | Regisseur und Drehbuchautor                                                 | Italien              |
| 1984       | Preis nicht vergeben   | Preis nicht vergeben                                                        | Preis nicht vergeben |
| 1985       | Manoel de Oliveira     | Regisseur und Drehbuchautor                                                 | Portugal             |
| 1985       | Federico Fellini       | Regisseur und Drehbuchautor                                                 | Italien              |
| 1985       | John Huston            | Regisseur, Drehbuchautor, Schauspieler und Filmproduzent                    | USA                  |
| 1986       | Paolo Taviani          | Regisseur und Drehbuchautor                                                 | Italien              |
| 1986       | Vittorio Taviani       | Regisseur und Drehbuchautor                                                 | Italien              |
| 1987       | Luigi Comencini        | Regisseur und Drehbuchautor                                                 | Italien              |
| 1987       | Joseph L. Mankiewicz   | Regisseur, Drehbuchautor und Filmproduzent                                  | USA                  |
| 1988       | Joris Ivens            | Dokumentarfilmer                                                            | Niederlande          |
| 1989       | Robert Bresson         | Regisseur und Drehbuchautor                                                 | Frankreich           |
| 1990       | Miklós Jancsó          | Regisseur und Drehbuchautor                                                 | Ungarn               |
| 1990       | Marcello Mastroianni   | Schauspieler                                                                | Italien              |
| 1991       | Mario Monicelli        | Regisseur und Drehbuchautor                                                 | Italien              |
| 1991       | Gian Maria Volonté     | Schauspieler                                                                | Italien              |
| 1992       | Francis Ford Coppola   | Regisseur, Drehbuchautor und Filmproduzent                                  | USA                  |
| 1992       | Jeanne Moreau          | Schauspielerin                                                              | Frankreich           |
| 1992       | Paolo Villaggio        | Schauspieler und Drehbuchautor                                              | Italien              |
| 1993       | Claudia Cardinale      | Schauspielerin                                                              | Italien              |
| 1993       | Robert De Niro         | Schauspieler                                                                | USA                  |
| 1993       | Roman Polanski         | Regisseur und Drehbuchautor                                                 | Polen/Frankreich     |
| 1993       | Steven Spielberg       | Regisseur und Drehbuchautor                                                 | USA                  |
| 1994       | Suso Cecchi D’Amico    | Drehbuchautorin                                                             | Italien              |
| 1994       | Ken Loach              | Regisseur und Drehbuchautor                                                 | Großbritannien       |
| 1994       | Al Pacino              | Schauspieler                                                                | USA                  |
| 1995       | Woody Allen            | Regisseur und Drehbuchautor                                                 | USA                  |
| 1995       | Giuseppe De Santis     | Drehbuchautor                                                               | Italien              |
| 1995       | Goffredo Lombardo      | Filmproduzent                                                               | Italien              |
| 1995       | Ennio Morricone        | Filmkomponist                                                               | Italien              |
| 1995       | Alain Resnais          | Regisseur und Drehbuchautor                                                 | Frankreich           |
| 1995       | Martin Scorsese        | Regisseur und Drehbuchautor                                                 | USA                  |
| 1995       | Alberto Sordi          | Schauspieler                                                                | Italien              |
| 1995       | Monica Vitti           | Schauspielerin                                                              | Italien              |
| 1996       | Robert Altman          | Regisseur und Drehbuchautor                                                 | USA                  |
| 1996       | Vittorio Gassman       | Schauspieler                                                                | Italien              |
| 1996       | Dustin Hoffman         | Schauspieler                                                                | USA                  |
| 1996       | Michèle Morgan         | Schauspielerin                                                              | Frankreich           |
| 1997       | Gérard Depardieu       | Schauspieler                                                                | Frankreich           |
| 1997       | Stanley Kubrick        | Regisseur und Drehbuchautor                                                 | USA                  |
| 1997       | Alida Valli            | Schauspielerin                                                              | Italien              |
| 1998       | Warren Beatty          | Schauspieler, Regisseur, Drehbuchautor und Filmproduzent                    | USA                  |
| 1998       | Sophia Loren           | Schauspielerin                                                              | Italien              |
| 1998       | Andrzej Wajda          | Regisseur und Drehbuchautor                                                 | Polen                |
| 1999       | Jerry Lewis            | Schauspieler und Komiker                                                    | USA                  |
| 2000       | Clint Eastwood         | Schauspieler, Regisseur und Filmproduzent                                   | USA                  |
| 2001       | Éric Rohmer            | Regisseur und Drehbuchautor                                                 | Frankreich           |
| 2002       | Dino Risi              | Regisseur und Drehbuchautor                                                 | Italien              |
| 2003       | Dino De Laurentiis     | Filmproduzent                                                               | Italien              |
| 2003       | Omar Sharif            | Schauspieler                                                                | Ägypten              |
| 2004       | Manoel de Oliveira     | Regisseur und Drehbuchautor                                                 | Portugal             |
| 2004       | Stanley Donen          | Regisseur und Filmproduzent                                                 | USA                  |
| 2005       | Hayao Miyazaki         | Animationsfilmer                                                            | Japan                |
| 2005       | Stefania Sandrelli     | Schauspielerin                                                              | Italien              |
| 2006       | David Lynch            | Regisseur, Drehbuchautor und Filmproduzent                                  | USA                  |
| 2007       | Bernardo Bertolucci    | Regisseur und Drehbuchautor                                                 | Italien              |
| 2007       | Tim Burton             | Regisseur, Drehbuchautor, Filmproduzent und Animationsfilmer                | USA                  |
| 2008       | Ermanno Olmi           | Regisseur und Drehbuchautor                                                 | Italien              |
| 2009       | Brad Bird              | Trickfilmregisseure und -produzenten der Pixar Animation Studios            | USA                  |
| 2009       | Pete Docter            | Trickfilmregisseure und -produzenten der Pixar Animation Studios            | USA                  |
| 2009       | John Lasseter          | Trickfilmregisseure und -produzenten der Pixar Animation Studios            | USA                  |
| 2009       | Andrew Stanton         | Trickfilmregisseure und -produzenten der Pixar Animation Studios            | USA                  |
| 2009       | Lee Unkrich            | Trickfilmregisseure und -produzenten der Pixar Animation Studios            | USA                  |
| 2010       | John Woo               | Regisseur und Drehbuchautor                                                 | VR China/USA         |
| 2011       | Marco Bellocchio       | Regisseur und Drehbuchautor                                                 | Italien              |
| 2012       | Francesco Rosi         | Regisseur und Drehbuchautor                                                 | Italien              |
| 2013       | William Friedkin       | Regisseur, Drehbuchautor und Produzent                                      | USA                  |
| 2014       | Thelma Schoonmaker     | Filmeditorin                                                                | USA                  |
| 2014       | Frederick Wiseman      | Regisseur                                                                   | USA                  |
| 2015       | Bertrand Tavernier     | Regisseur und Drehbuchautor                                                 | Frankreich           |
| 2016       | Jean-Paul Belmondo     | Schauspieler                                                                | Frankreich           |
| 2016       | Jerzy Skolimowski      | Drehbuchautor und Regisseur                                                 | Polen                |
| 2017       | Jane Fonda             | Schauspielerin                                                              | USA                  |
| 2017       | Robert Redford         | Schauspieler, Regisseur, Produzent und Begründer des Sundance Film Festival | USA                  |
| 2018       | David Cronenberg       | Regisseur                                                                   | Kanada               |
| 2018       | Vanessa Redgrave       | Schauspielerin                                                              | Großbritannien       |
| 2019       | Julie Andrews          | Schauspielerin                                                              | Großbritannien       |
| 2019       | Pedro Almodóvar        | Regisseur                                                                   | Spanien              |
| 2020       | Tilda Swinton          | Schauspielerin                                                              | Großbritannien       |
| 2020       | Ann Hui                | Regisseurin                                                                 | VR China             |
| 2021       | Roberto Benigni        | Schauspieler, Regisseur                                                     | Italien              |
| 2021       | Jamie Lee Curtis       | Schauspielerin                                                              | USA                  |
| 2022       | Paul Schrader          | Regisseur und Drehbuchautor                                                 | USA                  |
| 2022       | Catherine Deneuve      | Schauspielerin                                                              | Frankreich           |
| 2023       | Liliana Cavani         | Regisseurin und Drehbuchautorin                                             | Italien              |
| 2023       | Tony Leung Chiu-wai    | Schauspieler                                                                | VR China             |
| 2024       | Peter Weir             | Regisseur und Drehbuchautor                                                 | Australien           |
| 2024       | Sigourney Weaver       | Schauspielerin                                                              | USA                  |
| 2025       | Werner Herzog          | Regisseur, Produzent, Schauspieler, Synchronsprecher und Schriftsteller     | Deutschland          |
| 2025       | Kim Novak              | Schauspielerin                                                              | USA                  |